# Arthroleptis kidogo
Arthroleptis kidogo Blackburn, 2009 è un anfibio anuro, appartenente alla famiglia degli Artroleptidi.

## Etimologia
L'epiteto specifico è una parola swahili che significa «molto piccolo» in riferimento alla dimensione di questa specie.

## Distribuzione e habitat
È endemica della Tanzania. Si trova sui Monti Nguru.